# Dixième circonscription de Tokyo
La dixième circonscription de Tokyo (東京都第10区, Tōkyō-to dai-jū-ku) est l'une des trente circonscriptions législatives que compte la préfecture métropolitaine de Tokyo.

## Description géographique
Entre 1994 et 2017, la dixième circonscription de Tokyo regroupait l'arrondissement spécial de Toshima et une partie de l'arrondissement de Nerima.
Entre 2017 et 2022, elle comprenait une partie des arrondissements de Shinjuku, Nakano, Toshima et Nerima.
Depuis 2022, elle correspond aux arrondissements de Bunkyō et Toshima,.

## Députés
| Législature | Début de mandat | Fin de mandat | Député élu          | Parti politique | Parti politique |
| ----------- | --------------- | ------------- | ------------------- | --------------- | --------------- |
| 41e         | 1996            | 2000          | Kōki Kobayashi (ja) |                 | PLD             |
| 42e         | 2000            | 2003          | Kōki Kobayashi (ja) |                 | PLD             |
| 43e         | 2003            | 2005          | Kōki Kobayashi (ja) |                 | PLD             |
| 44e         | 2005            | 2009          | Yuriko Koike        |                 | PLD             |
| 45e         | 2009            | 2012          | Takako Ebata        |                 | PDJ             |
| 46e         | 2012            | 2014          | Yuriko Koike        |                 | PLD             |
| 47e         | 2014            | 2016          | Yuriko Koike        |                 | PLD             |
| 47e         | 2016            | 2017          | Masaru Wakasa (ja)  |                 | PLD             |
| 48e         | 2017            | 2021          | Hayato Suzuki (ja)  |                 | PLD             |
| 49e         | 2021            | 2024          | Hayato Suzuki (ja)  |                 | PLD             |
| 50e         | 2024            | -             | Hayato Suzuki (ja)  |                 | PLD             |